# Lamotrigine
Lamotrigine is een geneesmiddel dat voorgeschreven wordt voor de behandeling van bepaalde vormen van epilepsie, waaronder het syndroom van Lennox-Gastaut bij kinderen, en voor het voorkomen van depressie of manie bij bipolaire stoornis.
Het is verkrijgbaar onder de merknaam Lamictal of Lambipol van GlaxoSmithKline, in gewone of "oplosbare" (eigenlijk dispergeerbare) tabletten van 2 tot 200 mg; de dosering van 2 mg is speciaal bedoeld voor kinderen. Het is sedert 1991 op de markt. Sedert 2005 is het ook in generieke (merkloze) vorm verkrijgbaar.
Lamotrigine wordt, vanwege de kostprijs, meestal pas voorgeschreven wanneer eerste-keusmiddelen, zoals valproïnezuur of fenytoïne of, voor bipolaire stoornis lithium, onvoldoende werken of door de patiënt niet verdragen worden. De werkzaamheid van lamotrigine is vergelijkbaar met die van de klassieke anti-epileptica.
De stof is opgenomen in de lijst van essentiële geneesmiddelen van de WHO.

## Werking
Lamotrigine beïnvloedt prikkels in de hersenen die epileptische aanvallen kunnen veroorzaken. Meer bepaald blokkeert het spanningsgevoelige natrium- en calciumkanalen, en verhindert het daardoor de vrijzetting van de stimulerende neurotransmitters aspartaat en glutamaat. Het stabiliseert daardoor de neuronale membranen en helpt zo bepaalde epilepsieaanvallen te voorkomen, en de stemming bij bipolaire stoornis te stabiliseren.

## Bijwerkingen
De meest voorkomende bijwerkingen zijn: huiduitslag, dubbel of wazig zien, maag- en darmklachten (incl. braken en diarree) en slaperigheid.